# Serjania brachylopha
Serjania brachylopha är en kinesträdsväxtart som beskrevs av Ludwig Radlkofer. Serjania brachylopha ingår i släktet Serjania och familjen kinesträdsväxter. Inga underarter finns listade i Catalogue of Life.